# شهرستان الدویم
شهرستان الدویم (به عربی: محلیة الدویم) یک منطقهٔ مسکونی در سودان است که در نیل سفید (ایالت سودان) واقع شده‌است.